# 小行星1625
小行星1625（1625 The NORC）是一颗围绕太阳公转的小行星。1953年9月1日，西維恩·阿蘭德在于克勒发现了此天体。
該小行星以IBM海軍軍火研究計算機的縮寫命名。
这颗小行星的绝对星等为285.48178等。